# Joseph Pitton de Tournefort
Joseph Pitton de Tournefort (Aix-en-Provence, 5 de juny de 1656 - París, 28 de desembre de 1708) va ser un botànic francès.

## Biografia
Joseph Pitton de Tournefort era de família originària de Tours. El seu pare era noble, senyor de Tournefourt tenia una fortuna considerable; destinà el seu fill Joseph a l'estat eclesiàstic. Joseph va fer els seus estudis als jesuïtes. Aviat s'apassionà per la botànica.
El 1679, partí a Montpeller a estudiar medicina. El 1681, anà a Barcelona hi explorà la flora dels voltants. El mateix any tornà a Montpeller fent recol·lecció de plantes.
El 1683, disposa d'un gran herbari i marxa a París al Jardí de les Plantes, que havia estat establert el 1635 per Lluís XIII per a la instrucció dels estudiants de medicina. Els seus cursos de botànica eren molt concorreguts i cèlebres.
Continuà els seus viatges per la península Ibèrica, a Andalusia s'interessà per la reproducció de les palmeres. També viatja a Holanda.
El 1691, Tournefort entra a formar part de l'Académie des sciences. El 1694 publica la seva primera obra Éléments de botanique ou méthode pour connaître les plantes en tres volums. Obra que té gran èxit i que està basada en l'estructura de les flors i els fruits.
Per ordre de Lluís XIV el 1700 fa una expedició a l'Orient Mitjà acompanyat del botànic alemany Andreas Gundelsheimer i el pintor Claude Aubriet. Visita les illes gregues, Geòrgia, Armènia, etc. Va recollir la seva experiència a l'obra Relation d'un voyage au Levant, publicada després de la seva mort.

## Homenatges
- Carl von Linné (1707-1778) li dedicà el gènere Tournefortia de la família Boraginaceae.